# Statika
Státika je v fiziki in tehniki veja mehanike, ki obravnava sisteme v statičnem ravnovesju, torej konstrukcije, ki pod vplivom zunanjih sil kot celota mirujejo, ob tem pa se tudi njihovi posamezni sklopi glede na druge sklope ne gibljejo.
Skladno z 2. Newtonovim zakonom lahko pogoj za statično ravnovesje izrazimo tudi z zahtevo, da je rezultanta vseh zunanjih sil in vseh zunanjih navorov (vrtilnih momentov) na sistem enaka nič. Iz pogoja za ravnovesje sil lahko izračunamo fizikalne količine, zlasti mehansko napetost.
Statika je pomemben del gradbeništva in strojništva, k(j)er se uporablja za analizo konstrukcij. Sisteme v statičnem ravnovesju obravnava tudi veda o materialih.
Deformacije prožnih teles v statičnem ravnovesju obravnava elastomehanika, obnašanje mirujočih tekočin pa hidrostatika.